# オテル・ド・ヴィル
オテル・ド・ヴィル (hôtel de ville) は、フランス語圏において、歴史的建築による市役所の庁舎を指す表現。オテルが壮麗な公共建築を意味する用例のひとつである。
オテル・ド・ヴィルは、中世から登場し始めたエディフィス（壮麗な館）で、その登場は、国家権力の衰退と基礎自治体への特権の付与に関わっていた。新興ブルジョワジーは、少々の虚飾も交えて、都市の統治機構をこの建物に置き、その鐘楼は権力を象徴するものとなった。

## フランス
フランスで、「オテル・ド・ヴィル (hôtel de ville)」といえば、重要な都市における役所のことを意味するのが一般的であり、特に管轄する地域の周縁部に「支所 (mairies annexes) が置かれているような場合の本庁舎がこのように呼ばれる。
1884年以降は、それぞれの基礎自治体が行政のための建物を保有することが義務化されたが、それ以前は首長の自宅が市役所の機能を抱えていた。

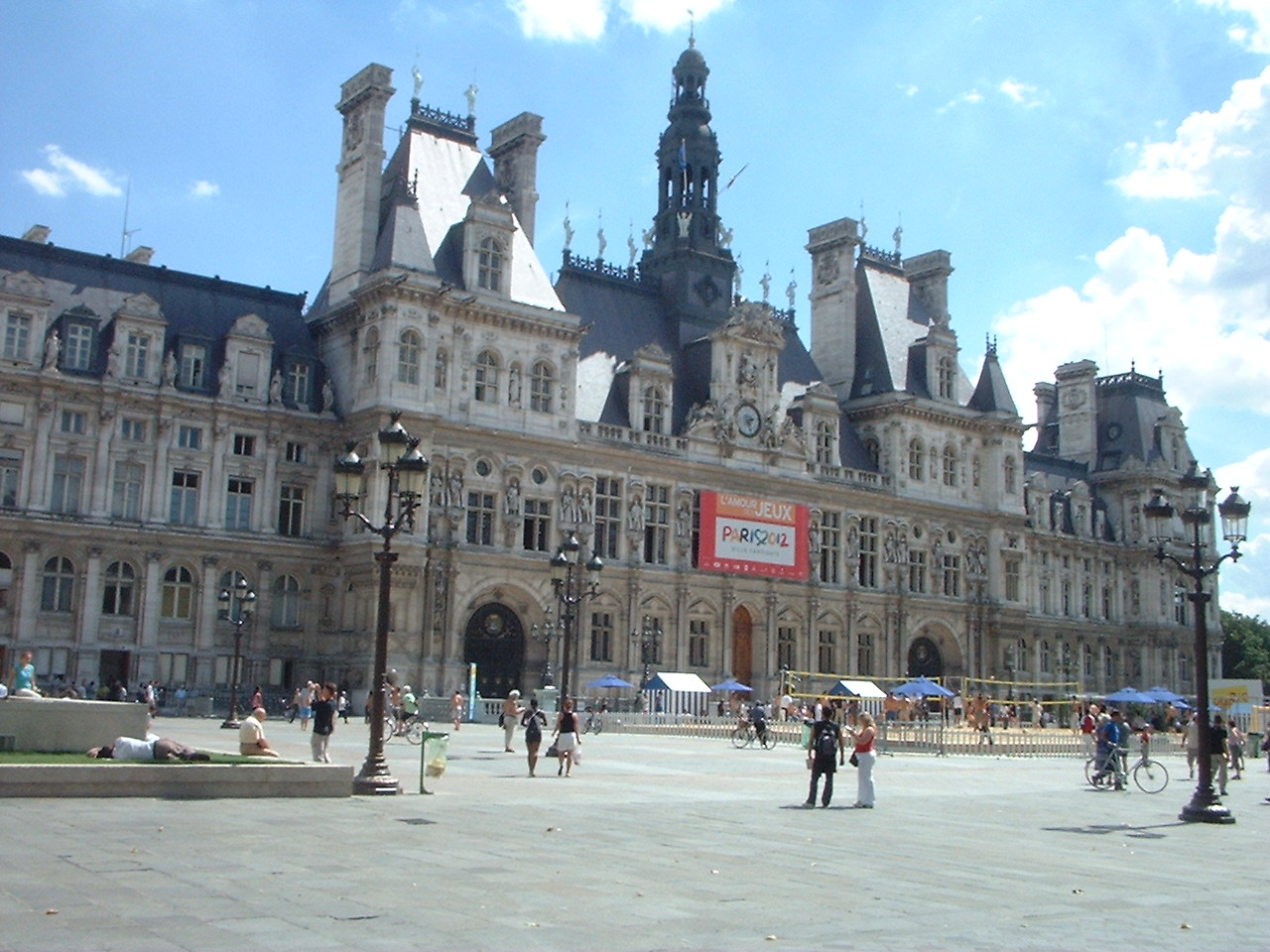
パリ市庁舎
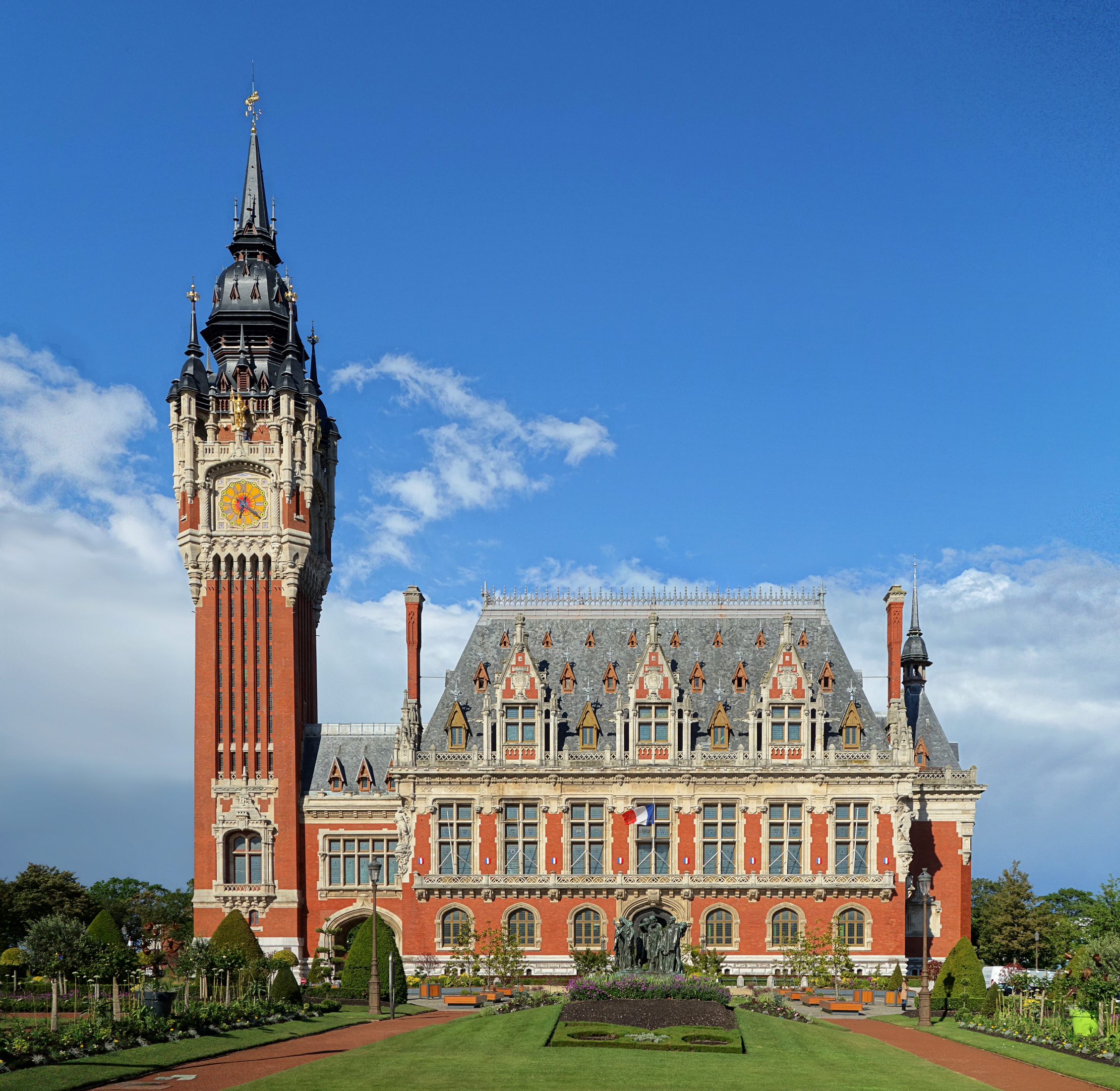
カレーの市庁舎 (Hôtel de ville de Calais)
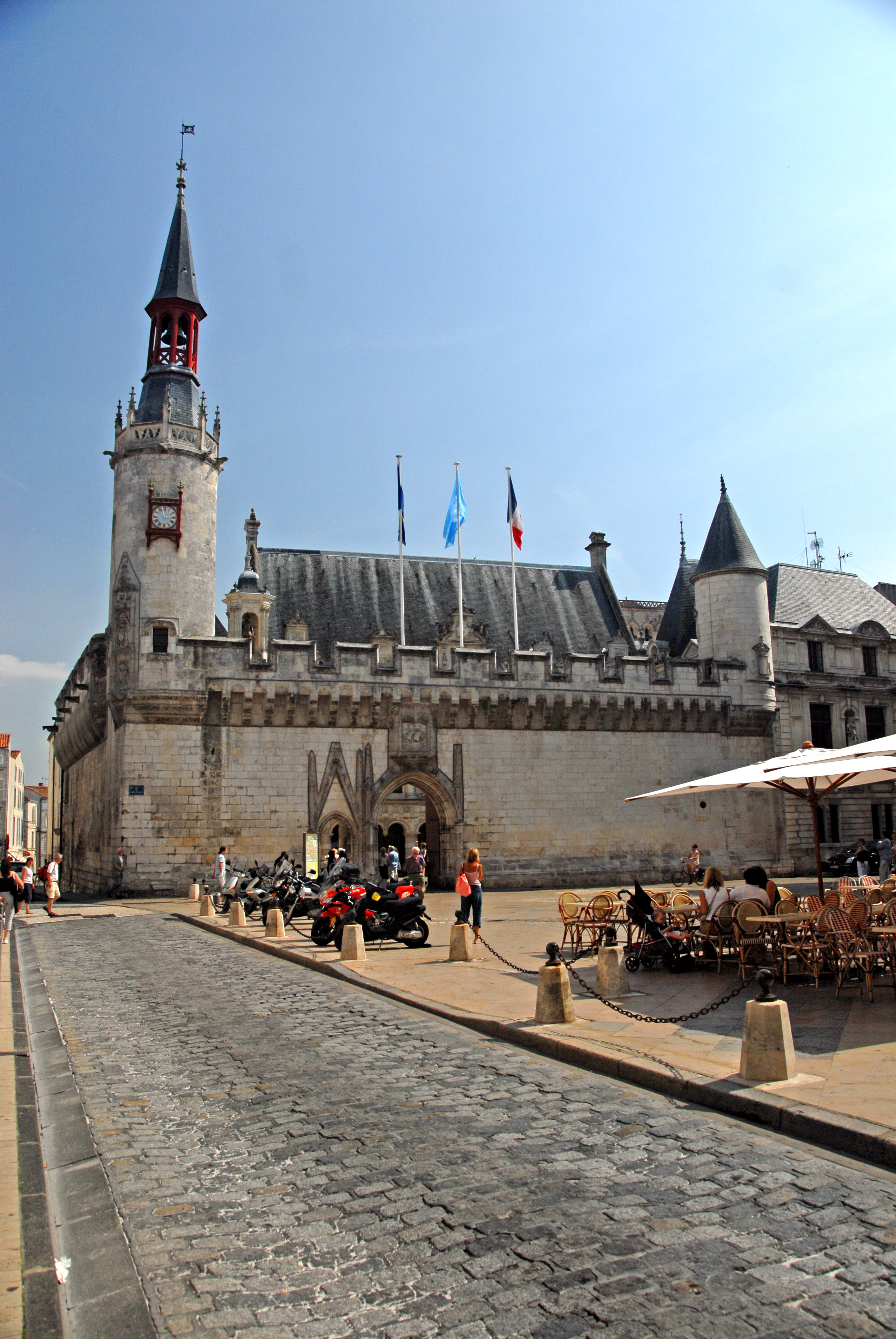
ラ・ロシェルの市庁舎 (Hôtel de ville de La Rochelle)
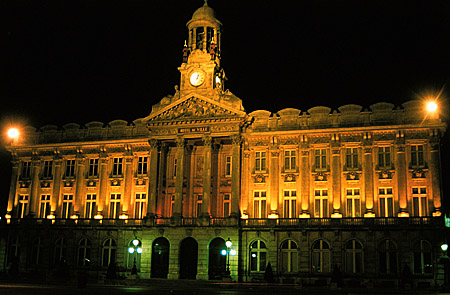
カンブレーのオテル・ド・ヴィル

## ベルギー
ベルギーのフランス語共同体地域では、「オテル・ド・ヴィル」という用語は都市自治体の行政を執行する場所を意味し、基礎自治体の議会はブールメストルと呼ばれる首長が代表を務める。基礎自治体が都市としての地位をもっていない場合には「メゾン・コミュナール」ないし、「オテル・コミュナール (hôtel communal)」という用語が用いられる。

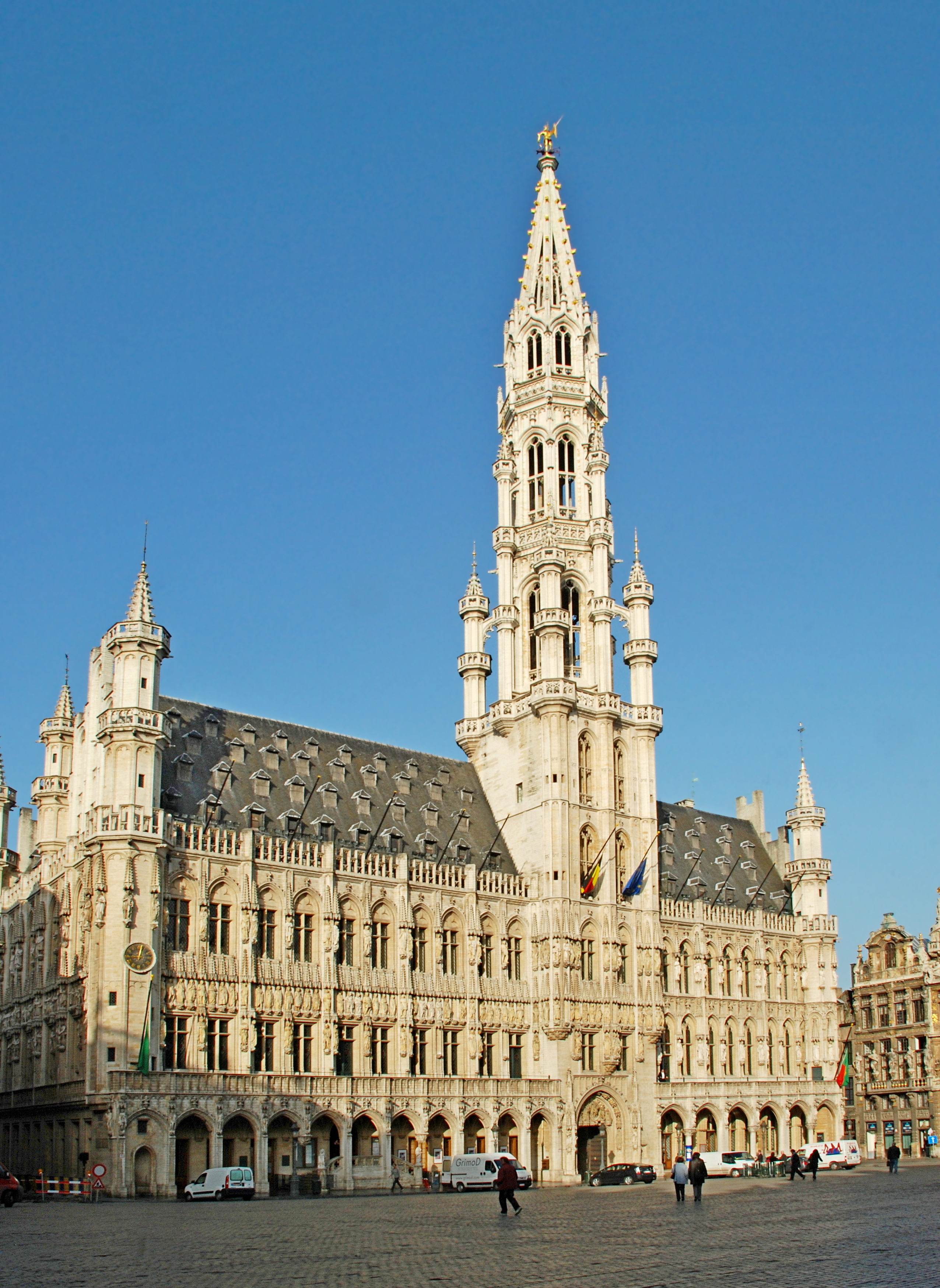
ブリュッセル市庁舎 (Hôtel de ville de Bruxelles)
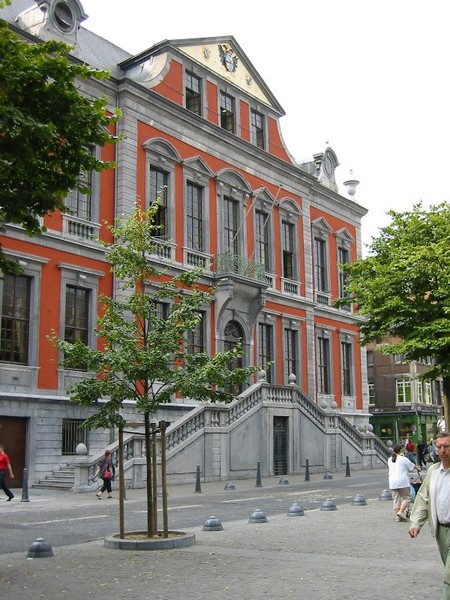
リエージュ市庁舎 (Hôtel de ville de Liège)
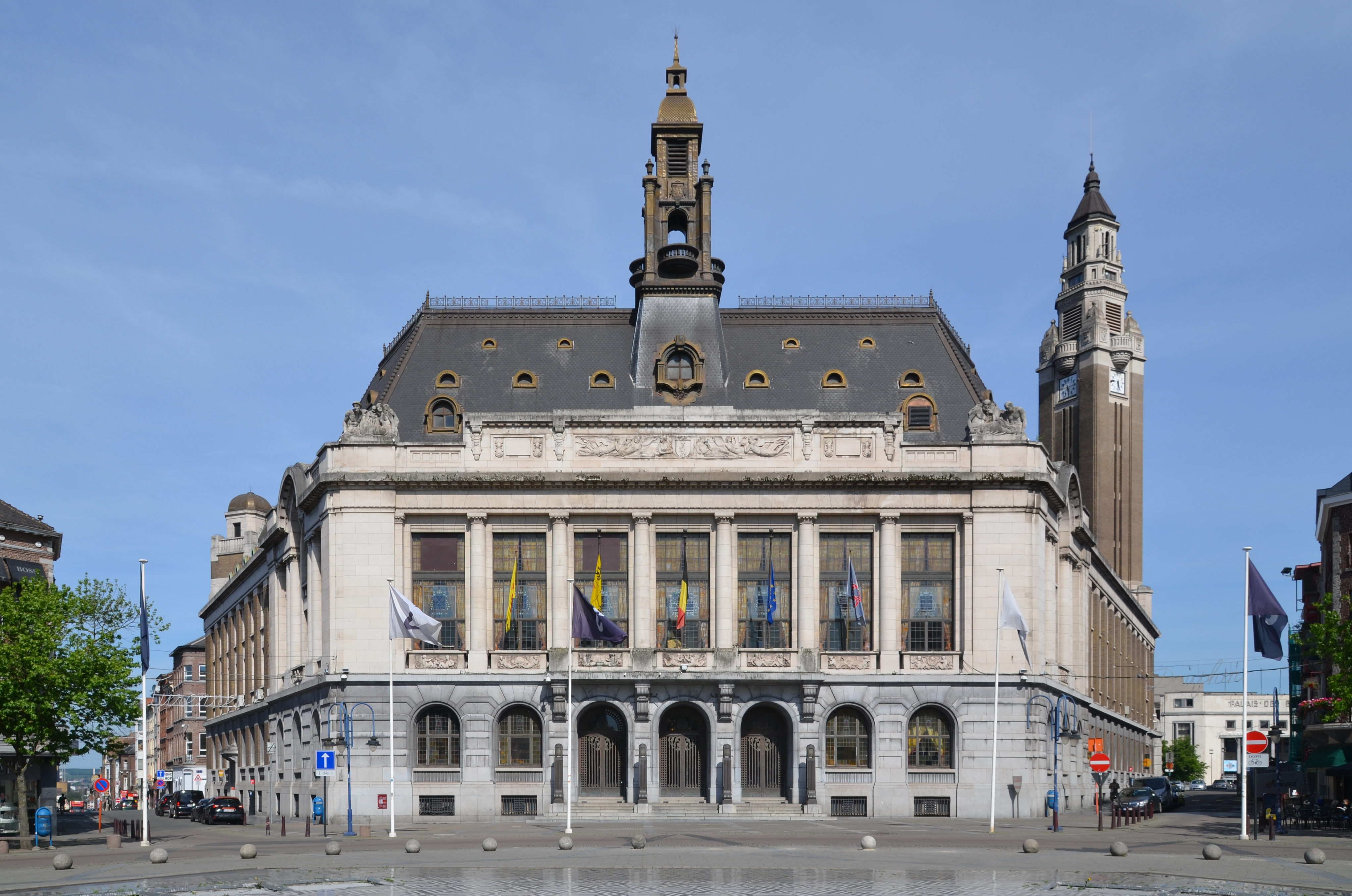
シャルルロワ市庁舎 (Hôtel de ville de Charleroi)

## スイス
「オテル・ド・ヴィル」という用語は、スイスのフランス語圏であるスイス・ロマンドにある一部の自治体でも使用されている。

## カナダ
カナダのフランス語圏でも、「役所」を意味する「mairie」より、「オテル・ド・ヴィル」の方が用語としてよく使われている。

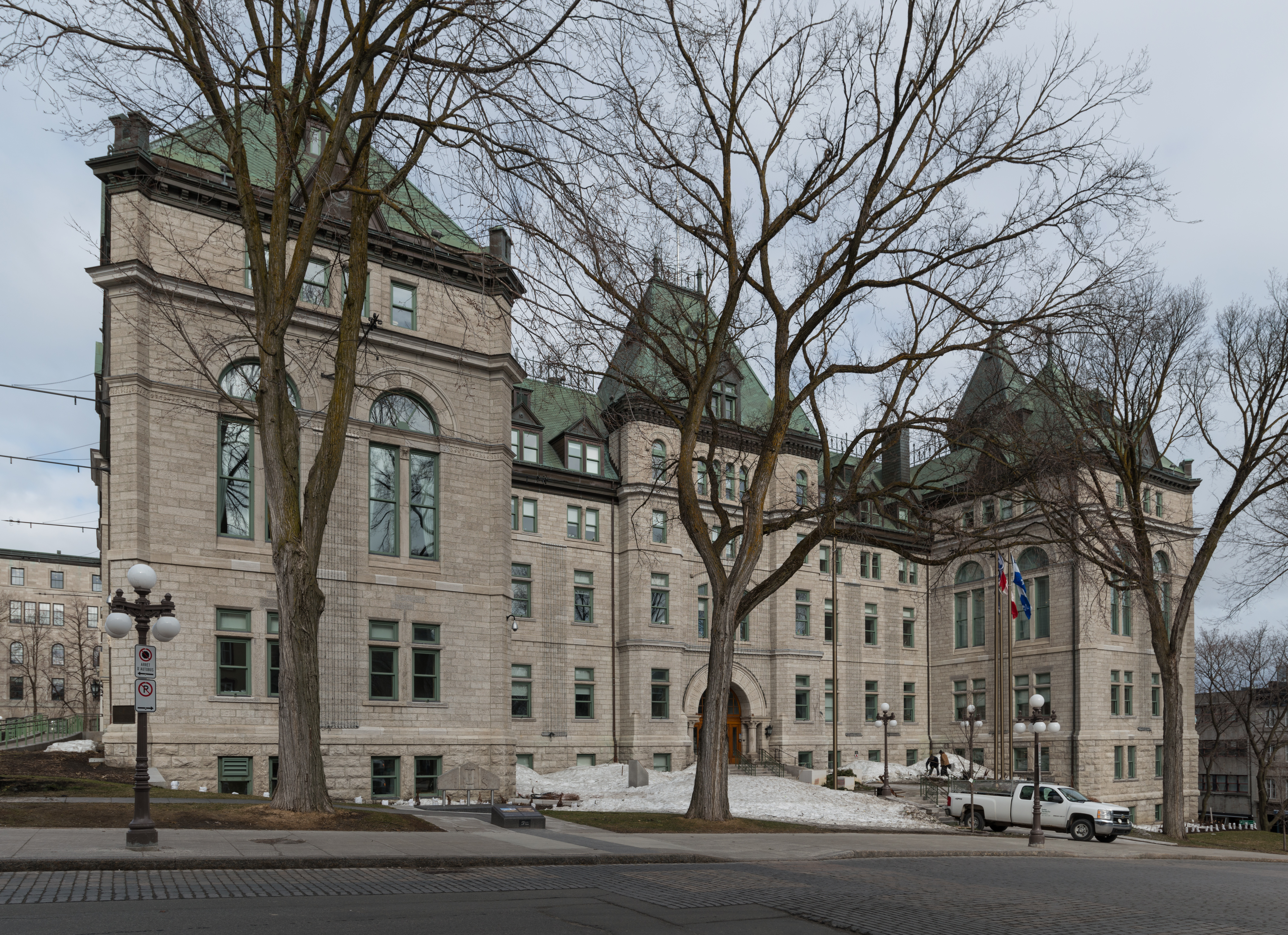
カナダ・ケベック州ケベック・シティーのオテル・ド・ヴィル、冬の景色。
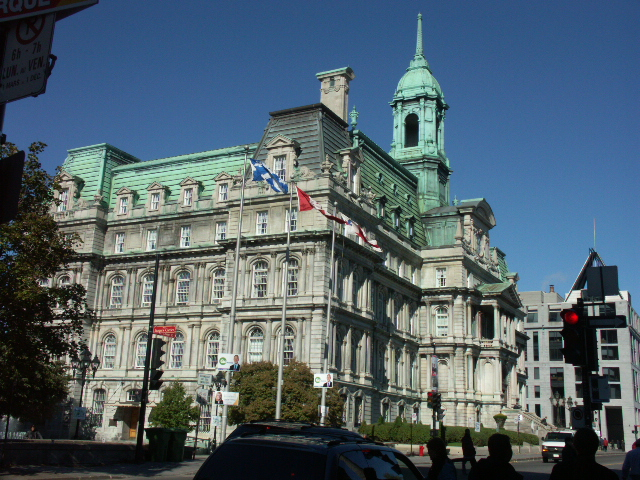
ケベック州モントリオールのオテル・ド・ヴィル。